# Holzhausen an der Haide
Holzhausen an der Haide település Németországban, Rajna-vidék-Pfalz tartományban. Lakosainak száma 1222 fő (2023. december 31.).

## Népesség
A település népességének változása:
| Lakosok száma | 980  | 1174 | 1182 | 1190 | 1189 | 1222 |
|               | 1975 | 2017 | 2019 | 2021 | 2022 | 2023 |